# Johnny Servoz-Gavin
Georges-Francis "Johnny" Servoz-Gavin (Grenoble, Frankrijk, 18 januari 1942 - aldaar, 29 mei 2006) was een autocoureur uit Frankrijk. 
Johnny Servoz-Gavin nam tussen 1967 en 1970 deel aan 11 Grote Prijzen Formule 1 en eindigde drie maal bij de eerste zes, goed voor negen WK-punten.
In 1966 werd hij in een Matra Frans Formule 3-kampioen, een prestigieus kampioenschap dat in de tweede helft van de jaren 60 kampioenen opleverde zoals Jean-Pierre Beltoise, Henri Pescarolo en François Cevert.
Tussen 1966 en 1969 nam hij voor Matra vier keer op rij deel aan de 24 uren van Le Mans, twee keer met Jean-Pierre Beltoise en één keer met Henri Pescarolo en Herbert Müller maar werd telkens door mechanische problemen tot opgave gedwongen. In 1968 reed hij in derde positie toen hij op drie uur van het einde naar de kant moest gaan.
Hij debuteerde in de Formule 1 in 1967 in de Grote Prijs van Monaco voor Matra maar moest al na één ronde met mechanische problemen naar de kant. Tijdens deze wedstrijd kwam de Italiaan Lorenzo Bandini om het leven.
Aan het einde van het jaar werd hij vierde in de Grote Prijs van Spanje die echter niet meetelde voor het wereldkampioenschap. 
Meer dan een jaar na zijn debuut in Monaco reed hij in 1968 op dezelfde plaats zijn tweede Grote Prijs. Op vraag van Ken Tyrrell, die in zijn eigen team ook met Matra’s reed, verving hij toen Jackie Stewart, die herstelde van een handkwetsuur opgelopen tijdens een Formule 2 race op het circuit van Jarama vier weken eerder. Servoz-Gavin kwalificeerde zich op de eerste startrij naast Graham Hill en reed de eerste drie ronden aan de leiding tot hij de vangrail raakte en een gebroken aandrijfas hem tot opgave dwong.
Maar zijn prestatie had indruk gemaakt en in Frankrijk mocht hij voor het Cooper team de Brit Brian Redman vervangen, die vier weken eerder zware verwondingen had opgelopen tijdens de Grote Prijs van België. In deze wedstrijd werd hij opnieuw geconfronteerd met de risico’s van het autoracen, toen Jo Schlesser om het leven kwam.
Bij zijn volgende Grote Prijs, die van Italië, zette Ken Tyrrell naast Jackie Stewart een extra wagen in voor Servoz-Gavin. Hij vertrok van op de 13e plaats en slaagde er na een fel gevecht met Jacky Ickx in om de Belg in de laatste meters voorbij te steken en tweede te worden, meteen zijn eerste en enige podiumplaats. 
In 1969 reed hij slechts drie Grote Prijzen, telkens in een Matra voor Ken Tyrrell, en slaagde er in om in Canada zesde te worden en één puntje te sprokkelen, weliswaar op zes ronden van de winnaar. Daardoor werd hij de enige rijder die punten scoorde in een vier wiel aangedreven auto, de Matra MS84, die overigens geen succes werd en na het einde van dat seizoen niet meer zou worden gebruikt.
Datzelfde jaar was hij echter vooral actief in de Formule 2 en werd Europees kampioen. Hij ging o.a. Hubert Hahne, François Cevert en Henri Pescarolo vooraf.
In 1970 reed hij in een March voor het team van Ken Tyrrell als ploegmaat van Jacky Stewart. Hij werd vijfde in Spanje maar kon zich dan na een crash tijdens de oefenritten niet kwalificeren voor de Grote Prijs van Monaco en stopte abrupt met autoracen. 
Mogelijk had zijn beslissing te maken met het verlies van een deel van zijn gezichtsvermogen in zijn linkeroog nadat hij de vorige winter tijdens een ritje in een terreinwagen door een kleine tak in zijn gezicht was geraakt. De risico’s in het toenmalige Formule 1-racen en zijn crash in Monaco  kunnen ook mee gespeeld hebben bij zijn beslissing. Ook zou de toenemende commercialisering van het Formule 1-gebeuren de Franse bon vivant met het filmsterrenuiterlijk niet langer aangesproken hebben.
In 1982 kwam Servoz-Gavin nog even in het nieuws toen op zijn woonboot een gasfles ontplofte, waarbij hij zwaar gewond raakte. 
Hij overleed op 29 mei 2006 aan de gevolgen van een longembolie.